# 谷風梶之助 (2代)
谷風 梶之助（たにかぜ かじのすけ、1750年（寛延3年）9月8日（旧暦8月8日） - 1795年（寛政7年）2月27日（旧暦1月9日））は、陸奥国宮城郡霞目村（現：宮城県仙台市若林区霞目）出身で伊勢ノ海部屋に所属した大相撲力士。本名は金子 与四郎（かねこ よしろう）。

## 概要
江戸時代に活躍し、大相撲史上屈指の強豪とされる。また、力量・人格の面において、後の横綱の模範とされたが現役中に死去した。この項で扱う谷風は二代目だが、後年の文献などから「初代」と扱われる場合も少なくない。初代は元禄時代の大関で「讃岐の谷風」と称されていたが、これに対して本項目で記す谷風は「仙臺（仙台）の谷風」と称されていた。
歴代横綱では第4代横綱と扱われるが、史実においては初の横綱と見ることができ、事実上の初代横綱。

## 来歴

### 幼少期からの怪力
1750年（寛延3年）9月8日（旧暦8月8日）に陸奥国宮城郡霞目村（現：宮城県仙台市若林区霞目）で百姓一家に長男として生まれる。先祖が長期に渡って国分家の家臣として流鏑馬の矢取りを務めており、苗字帯刀を許されていたという。7歳の時、隣家の主人だった東兵衛から「あの俵を運べたらそれをやろう」と言われて玄米の五斗俵を持って運ぶと、幼いながらもその怪力に驚いた東兵衛はすぐに謝罪し、その場にあった饅頭と取り替えた。入門前には白川の酒造家に奉公していたが、通常は7人程度でようやく持ち上げられる酒を搾る締め木の天秤石をたった一人で持ち上げたと伝わる。
1768年（明和5年）に力士となり、「秀の山」と四股名を名乗った。1769年（明和6年）4月場所には伊達関 森右エ門（だてがせき もりえもんと改名し、看板大関として初土俵を踏む。「伊達関」の四股名は仙台藩の伊達氏より下賜されたものだが、翌場所から伊達の姓を憚り、達ヶ関と改名した（読みは「だてがせき」のまま）。1770年（明和7年）11月場所に前頭筆頭から再スタートを切ると徐々に地力を増し、1776年（安永5年）10月場所に2代目「谷風 梶之助」と改名、1781年（天明元年）3月場所後に大関へ昇進する。1784年（天明4年）には江戸相撲の浦風与八に見出され、江戸に来ていた雷電爲右エ門を預り弟子として鍛え上げたほか、小野川喜三郎や雷電とともに、最初の黄金時代を築いた。後述する横綱制度や結びの一番終了後に執り行われる「弓取式」など、現在も残る相撲界の仕来りの多くがこの時代に作られた。

### 全盛期・横綱免許
安永8年（1779年）から全盛期に入り、同年9月場所（京都）から天明6年（1786年）11月場所（江戸）までの7年間で、本場所に敗れたのは天明2年（1782年）7日目の小野川喜三郎のみ、という大記録を打ち立てる。その間に声望はカリスマ的なものとなり、江戸相撲最大の黄金時代の立役者となった。小野川に敗れた後の連勝記録は、一説には現代にいたるまでの最高記録とされるが、連勝の数え方については異論がある（後述）。

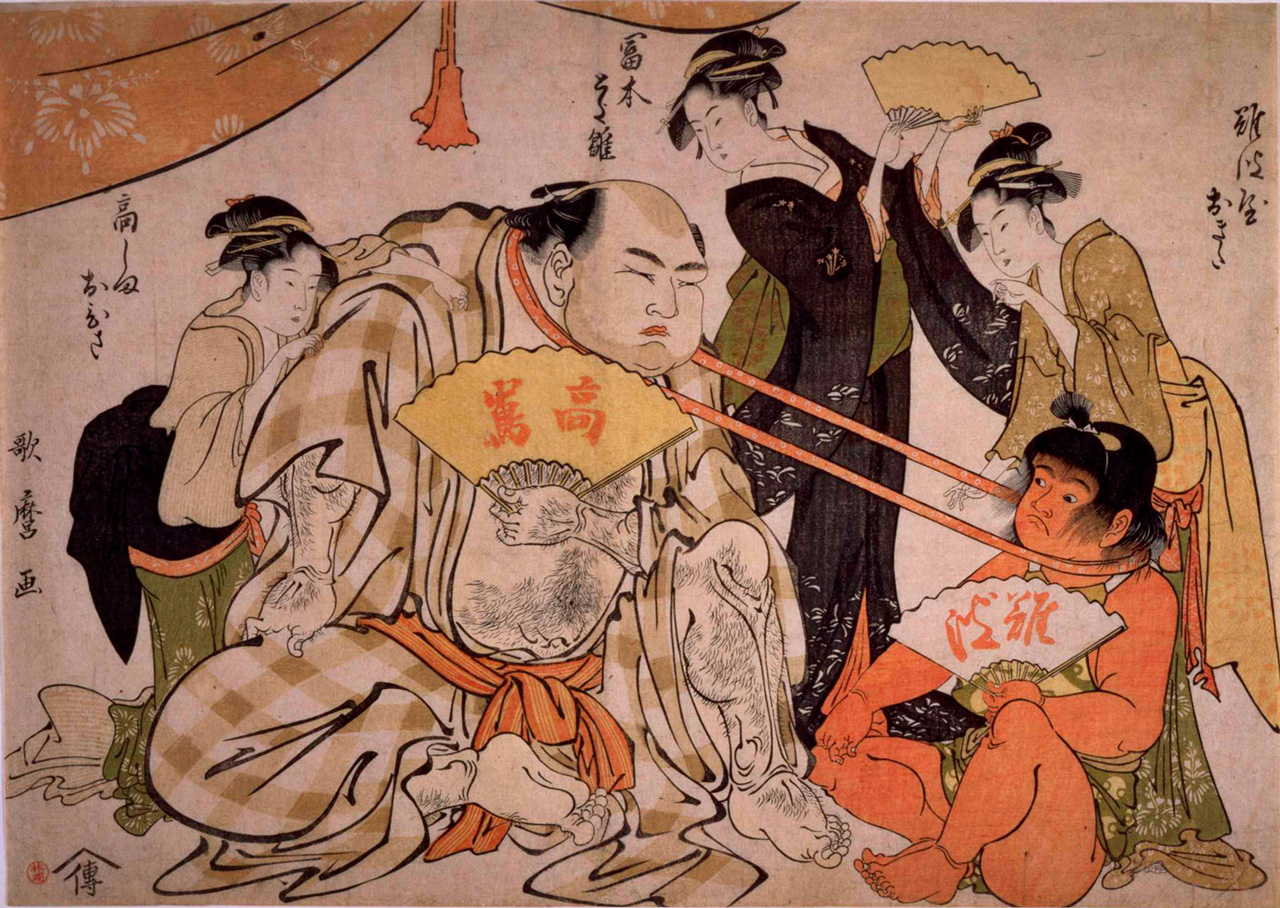
歌麿画「大関谷風と金太郎の首引き」。谷風の後ろには高島屋おひさ、金太郎の後ろには難波屋おきた、行司は富本豊雛が務め、寛政三美人と共に描かれている。

1789年（寛政元年）11月19日、小野川喜三郎と共に吉田司家から最初の横綱免許を授与された。これが事実上の横綱制度発祥とする見方が定説で、当時の錦絵には市川團十郎などの歌舞伎役者や当時の美女などと共に谷風が描かれている。1791年（寛政3年）6月11日には徳川家斉の上覧相撲で小野川との取組を行い、この時に将軍家から賜った弓を手に、土俵上で舞ってみせたのが現在の弓取式の始まりとされる。

### 現役死
1795年2月27日（寛政7年1月9日）、江戸全域で猛威を奮ったインフルエンザによって、35連勝で現役のまま没した。44歳没。このことから風邪を「タニカゼ」と呼ぶようになったと伝えられているが、正しくは、谷風が生前に「土俵上でわしを倒すことは出来ない。倒れているところを見たいのなら、わしが風邪にかかった時に来い」と語った頃に流行っていた流感を「タニカゼ」と呼んだものである。死因となった流感は「御猪狩風」と呼ばれたが、後に「タニカゼ」と混同されるようになった。

### 没後
谷風の没後、出身地である宮城県仙台市では昔から俚謡で「わしが国さで見せたいものは、むかしゃ谷風、いま伊達模様」と謡われ、現在でも伝わっている。谷風の墓は1928年（昭和3年）に参道設置や周辺整備が行われたが、大日本帝国陸軍飛行学校の仙台飛行場（現：陸上自衛隊霞目駐屯地）の拡張に伴い、1942年（昭和17年）に仙台市若林区霞目へ移転した。2011年（平成23年）3月11日に発生した東日本大震災で墓石が大きく動いたが、幸いにも背後の木に支えられて倒壊を免れた。なお、墓の東方には「霞目字谷風」という地名が残るほか、仙台駅西口には「谷風通」との愛称が付けられた道路がある。
仙台市青葉区の勾当台公園には、一力一夫が寄贈した谷風像が設置されている（北緯38度15分59.6秒 東経140度52分19.9秒 / 北緯38.266556度 東経140.872194度）。新横綱が誕生してから最初に行われる仙台巡業の際には、この谷風像の前で新横綱による土俵入りを奉納するのが恒例となっている。

## 人物
横綱としての力量だけでなく、人間的にも立派で品格抜群であるために、谷風は歴代横綱の第一人者と称され、実質的な初代横綱として模範とされる大横綱である。天下無双の大横綱に相応しい実績から、四股名「谷風」は2019年現在においても「止め名」とされており、1901年（明治34年）1月場所終了後に大砲万右エ門が横綱に昇進する際に周囲から襲名を勧められたが、「笑い者になりたくない」と言って固辞したという。
全盛期の体格は身長189cm・体重169kgのあんこ型で、足袋の中には白米が一升五合入ったと言われる。また、谷風の末裔の家に保管されている大腿骨は約48cmあり、大腿骨は法医学的には身長の1/4ほどと言われているが、4倍すると192cmとなり、言い伝えられている身長が決して誇張ではない（むしろ低く見積もっている）ことを示す証拠となっている。なお、谷風のものと伝えられている手形を記載した江戸時代の書物（復刻本）も存在する。
実力、品格の反面、晩年は大変気難しい部分もあったとされており、1790年（寛政2年）に入った頃には15歳程度だった妾が取り成さないと稽古場にも現れなかったという事実が数々の古典や文献に記されている。三木貞一の随筆によれば、ある時、既に横綱免許を授与されていた谷風は弟子のことで「殴り殺してやる」と言い放つほど激昂しており、他の多くの弟子が揃って詫びを入れても聞き入れず、それどころかますます腹を立てていたところに、弟子の一人が当時17歳だった谷風の妾を呼び、自室に籠ったまま出てこない谷風を宥めたことであっさり事が収まったとされている。

## エピソード
- 落語「佐野山」では、病気の母親を抱える十両力士・佐野山がいることを知った谷風が、相撲会所に根回しをして回向院興行での取組を作らせた。これを谷風の贔屓筋は勝利を確信して懸賞を付けたが、谷風がわざと負ける八百長のような相撲を取った。しかし、江戸っ子からは人情相撲だと喝采を浴び、谷風はその後、佐野山の母親の枕元で病魔退散の四股を踏んだと伝わる。事実ではないものの、このような話が作られるほど谷風の人格ぶりが世間に浸透していた[20]
- 弟（異母弟）の達ヶ関森右エ門も前頭筆頭まで昇進した幕内力士である。谷風とは大相撲史上二組目となる兄弟幕内力士で、それ以降は昭和時代の若乃花幹士・貴ノ花利彰兄弟が登場するまで現れなかった。
- 仙台市の陸奥国分寺薬師堂には、谷風の伝説が2つ伝えられている[21]。
  - 谷風の牛石…谷風の母は寛延3年（1750年）の夏、毎夜丑の刻になると薬師堂に立派な男の子が授かるようにと、百日々参の願をかけていた。満願の夜に仁王門をくぐろうとすると、足元に大きな牛が長々と横たわっている。でも、ここで戻っては満願もかなうまいと思い、牛の背を乗り越えて薬師堂へお参りし、無事満願を果した。帰り道、例の牛はといえば、大石になっていたという。やがて旧暦8月8日の朝、元気な男の子が誕生。これが後に「わしが国さで見せたいものは昔谷風、今伊達模様」とうたわれた寛政の名力士、二代谷風梶之助だった。現在、この大石は二つに割れ、一つの欠片は今も仁王門近くのツツジの木陰に安置されている。
  - 谷風の踏石…谷風が大関昇進を果たし晴れの郷土入りした折、自分の出世を見ずに世を去った母の墓前に詣で、薬師堂へもお礼参りをした。そして亡き母が満願の日、牛に見たという大石を感慨深げに眺めつつ、「おかげで谷風は、このように力持ちになりました」と傍にあった石を右足で踏みつけたところ、足跡の形に凹んだ。現在、この足形石は薬師堂を囲む玉垣の内側、南西の隅に安置されている。

## 主な成績
江戸相撲の本場所のみを示す。
| 1769年 | 西大関 4–0–3           | 西大関 0–1–7        |
| 1770年 | 西大関 3–0–5           | 西前頭筆頭 7–1      |
| 1771年 | 西前頭3枚目 0–0–8      | 西小結 5–0 1分2預   |
| 1772年 | x                      | 西小結 6–0–2        |
| 1773年 | 西前頭筆頭 5–1 1分1預  | 西前頭筆頭 5–2 1預  |
| 1774年 | 西前頭筆頭 6–0–2       | 西小結 5–0–1 2分    |
| 1775年 | 西小結 4–0             | 西小結 5–1–1 2預    |
| 1776年 | 西前頭筆頭 – 興行中止  | 西小結 7–0 1無      |
| 1777年 | 西関脇 2–1–5           | 西小結 5–1 1分1預   |
| 1778年 | 西関脇 9–0–1           | 西関脇 0–0–10       |
| 1779年 | 西関脇 9–0–1           | 西関脇 9–0–1        |
| 1780年 | 西関脇 6–0             | 西関脇 8–0 2預      |
| 1781年 | 西大関 9–0–1           | 西関脇 9–0–1        |
| 1782年 | 西大関 6–1–3           | 西大関 7–0–1 1預1無 |
| 1783年 | 西大関 5–0–4 1無       | 西大関 8–0–1 1分    |
| 1784年 | 西大関 6–0–2 2預       | 西大関 3–0–7        |
| 1785年 | x                      | x                   |
| 1786年 | 西大関 10–0            | 西大関 3–1–6        |
| 1787年 | 西関脇 – 興行中止      | 西関脇 6–1–1 1分1預 |
| 1788年 | 西関脇 7–0–1 1分1預    | 西関脇 7–0–1 1分1預 |
| 1789年 | 西関脇 7–1–1 1分       | 西関脇 6–0–3 1分    |
| 1790年 | 西大関 4–0–2 1分1預1無 | 西大関 7–1–1 1分    |
| 1791年 | 西大関 6–1–2 1無       | 西大関 0–0–10       |
| 1792年 | 西大関 8–0–2           | 西大関 3–0          |
| 1793年 | 西大関 7–0–2           | 西大関 5–0–3 2分    |
| 1794年 | 西大関 5–0–5           | 西大関 引退 4–0–6   |
| 各欄の数字は、「勝ち-負け-休場」を示す。 優勝 引退 休場 十両 幕下 三賞：敢=敢闘賞、殊=殊勲賞、技=技能賞 その他：★=金星 番付階級：幕内 - 十両 - 幕下 - 三段目 - 序二段 - 序ノ口 幕内序列：横綱 - 大関 - 関脇 - 小結 - 前頭（「#数字」は各位内の序列） |                        |                     |

江戸本場所における通算成績は、49場所で258勝14敗16分16預5無112休、勝率.949である。優勝相当成績は21回を数え、現在の年6場所制で大横綱とよばれる貴乃花光司（優勝22回）、北の湖敏満（優勝24回）などに比肩する優勝回数を、現在の3分の1しかない年2場所制で達成した計算となる。また、江戸本場所で優勝20回以上、50連勝以上、通算勝率9割以上を達成したのは、大相撲の長い歴史の中で谷風だけである。

### 連勝記録
谷風の連勝記録としては、安永7年3月場所から天明2年2月場所にかけて記録された「63連勝」が定説であるが、この時代の興行形態は後世のものと異なるため、後世の記録と比較するための連勝のカウント方法については諸説ある。
まず、谷風が現役であった当時は、数字的な記録に関する関心は薄く、これは時代が下っても続いた。連勝記録が注目されるようになったのは、1938年5月場所に双葉山定次がこれを越える連勝記録（最終的に69連勝まで伸ばし、これが一般的に現在までの歴代1位とされている）を達成したときである。そのときまで、一般のメディアでは全く話題になっていなかったが、酒井忠正は既に過去の記録を調査して、谷風の63連勝が従来の最高記録である、と認めていた。だが彼は「このことを双葉山に話したなら、そのために心を乱し固くなりはせぬかと、ことさら秘めて」、64連勝が達成された日の夜に「初めて双葉にそのことを話し成功を祝した」という。そして場所後、『相撲』誌に掲載した「双葉山と古今先人の比較」で、双葉山が谷風の記録を破る「未曾有の新記録」を樹立したと公表した。以降、この酒井による「63連勝」説が、事実上の公式記録として知られるようになる。
ただし、谷風の現役時の興行形態を勘案した場合、以下の二点において、成績をどのように解釈するかが、問題となる。
- 当時の本場所は、江戸で毎年2場所行われていた他、京都および大坂で1場所ずつ行われていた。酒井説では江戸場所のみを本場所としているが、同時期に京都・大坂での本場所にも谷風は出場しており、個々の成績も考慮すべきではないか。
- 当時は勝ち、負け以外にも引分、預り、無勝負、相手力士の体調や都合による休場、抱え大名の都合による不参加等があり、純粋に白星のみを連続させることは難しいが（双葉山の時代には、勝ち、負け、本人の体調都合での休場以外の勝負結果はほとんどつかなくなっている）、これで連勝記録を中断させるべきか。

1971年、池田雅雄が『相撲』誌に連載した「歴代横綱正伝」で、京阪場所も含めた谷風の取り組み表を発表した。これによって、以上の場合分けを掛け合わせると、四通りの数え方が考えられる。
| #  | カウントする場所 | 分・預・無勝負の時の扱い | 連勝記録 | 期間                               | 備考                                                          |
| -- | ---------------- | ------------------------ | -------- | ---------------------------------- | ------------------------------------------------------------- |
| ア | 江戸場所のみ     | 記録は継続する           | 63連勝   | 安永7年3月初日 - 天明2年2月6日目   | 酒井説。 1分1預・全休1場所を挟む。五人掛2がある。             |
| イ | 江戸場所のみ     | 記録は中断する           | 27連勝   | 安永9年10月5日目 - 天明2年2月6日目 |                                                               |
| ウ | 江戸・京阪       | 記録は継続する           | 98連勝   | 天明2年2月8日目 - 天明6年11月3日目 | 5分5預3無勝負を挟む。これを含まないこの期間の連勝は23に留まる |
| エ | 江戸・京阪       | 記録は中断する           | 43連勝   | 安永7年3月初日 - 安永8年7月7日目   |                                                               |

- 休場は、記録継続とする。
- 安永8年10月10日目等に行った幕下相手の五人掛けは1勝分とする[26]。

池田の調査以降は、（ウ）の解釈による記録も知られるようになった。この解釈によれば、（ア）の記録が1782年（天明2年）2月場所7日目に小野川喜三郎に敗れて止まったあと、翌8日目から1786年（天明6年）11月場所3日目まで98連勝を達成しており、2023年現在でも未だに破られていない最多記録となる。ちなみに、上述の小野川戦の黒星の前の連勝は、1779年（安永8年）9月場所（京都）4日目からの84連勝（五人掛け4を含む。また、勝敗不明の日を一つ挟む）であり、小野川との対戦で勝利していれば、江戸・京都・大坂を通じて183連勝を達成していることとなる。 
一方、（イ）（エ）のように、分・預・無勝負でも中断するという解釈によれば、谷風の連勝は大きく減少する。これについて酒井忠正は、江戸時代には現在のような取り直し制度が無く、双葉山もその時代であれば両國梶之助（瓊ノ浦）戦での物言いや、玉錦三右エ門戦での水入りが分・預になっていた可能性があることから、谷風の連勝を分・預などで中断するのは酷であるとしている。だが、池田雅雄は「預りの相撲内容をつぶさに検討すれば、谷風の不利の場合のほうが目立って多い」、『角抵著聞』に「勝負なし、もめ（物言い）は大方負けなり」と批評されているという。例えば、天明三年三月七日目の小野川戦では、谷風が突っ張って攻めるところ、小野川の肩すかしで谷風は四つん這いになり、軍配は小野川に上がったが、小野川に踏切りがあったと西方控力士が物言いをつけて揉めた結果、無勝負の裁定になっている。そこで池田は「双葉山に破られるまで157年間もレコードを保持した」などという論は成立しないという 。能見正比古も、江戸時代は分・預・無勝負などの曖昧なルールが、横綱大関を傷つけないように用いられることがしばしばあり、抱え大名の勢力関係によって星が動かされていた可能性もあるとして、明治以前の連勝は参考記録にとどめておくべきだとしている。
なお、現在有力説の「63連勝」は、2010年に白鵬翔が達成しており、谷風の連勝記録は2位タイである（白鵬も、白星のみの63連勝である）。